# Эли (поселение)
Эли́ (ивр. עֵלִי‎) — израильское поселение в Самарии, относящееся к региональному совету Мате-Биньямин (округ Иудея и Самария). Было основано в 1984 году. Посёлок располагается в горах на высоте от 700 до 800 м над уровнем моря. Состоит из центральной части и нескольких районов-спутников, расположенных на соседних горах.

## История
Посёлок получил название в честь первосвященника Эли — последнего из коэнов, служивших при Скинии в то время, когда она располагалась в Шило.

## Население
По данным Центрального статистического бюро Израиля, население на начало 2020 года составляло 4 415 человек.
Население включает в себя как светских, так и религиозных жителей. На территории посёлка располагается иешива и миква (ритуальный бассейн).
Также в посёлке имеются супермаркет, ряд магазинов и кафе, больничная касса (поликлиника), почта и спортивный комплекс, включающий в себя теннисный корт и плавательный бассейн.